# Governo Nano IV
Il Governo Nano IV è stato il 62º governo dell'Albania, in carica dal 29 luglio 2002 all'11 settembre 2005. Si è formato a seguito dell'elezione a presidente di Alfred Moisiu, succedendo così al secondo governo di Pandeli Majko.

## Compagine di governo

### Appartenenza politica
L'appartenenza politica dei membri del Governo, al momento della formazione, era la seguente:
| Partito | Partito                      | Primo ministro | Vice primo ministro | Ministri | Totale |
| ------- | ---------------------------- | -------------- | ------------------- | -------- | ------ |
|         | Partito Socialista d'Albania | 1              | 1                   | 17       | 19     |
|         | Partito Agrario d'Albania    | -              | -                   | 1        | 1      |
|         | Indipendenti                 | -              | -                   | 1        | 1      |
| Totale  | Totale                       | 1              | 1                   | 19       | 21     |

L'appartenenza politica dei membri del governo al momento delle dimissioni era la seguente:
| Partito | Partito                                 | Primo ministro | Vice primo ministro | Ministri | Totale |
| ------- | --------------------------------------- | -------------- | ------------------- | -------- | ------ |
|         | Partito Socialista d'Albania            | 1              | 1                   | 15       | 17     |
|         | Partito Socialdemocratico d'Albania     | -              | -                   | 1        | 1      |
|         | Partito dell'Unione per i Diritti Umani | -              | -                   | 1        | 1      |
|         | Indipendenti                            | -              | -                   | 1        | 1      |
| Totale  | Totale                                  | 1              | 1                   | 18       | 20     |

### Sostegno parlamentare
| Camera    | Collocazione     | Partiti                             | Seggi    |
| --------- | ---------------- | ----------------------------------- | -------- |
| Assemblea | Governo          | PSSH (73), PSD (4), PBDNJ (3)       | 80 / 140 |
| Assemblea | Appoggio esterno | AD (3)                              | 3 / 140  |
| Assemblea | Opposizione      | BPF (46), PDR (6), PAA (3), Ind (2) | 57 / 140 |

Fino al 2005 il Governo era sostenuto anche dal Partito Agrario Ambientalista.

## Composizione
Al momento dell'insediamento, il Governo era composto da 18 ministri (esclusi il Primo ministro e il vice Primo ministro).
| Carica                                     | Titolare | Titolare                                                        | Titolare                                   |
| ------------------------------------------ | -------- | --------------------------------------------------------------- | ------------------------------------------ |
| Primo ministro                             |          |                                                                 | Fatos Nano (PSSH)                          |
| Vice primo ministro                        |          |                                                                 | Ilir Meta (PSSH) Fino al 22/07/2003        |
| Vice primo ministro                        |          | Ermelinda Meksi (PSSH) Dal 22/07/2023 al 29/12/2003             |                                            |
| Vice primo ministro                        |          | Namik Dokle (PSSH) Dal 29/12/2003                               |                                            |
| Ordine pubblico                            |          |                                                                 | Luan Rama (PSSH) Fino al 29/12/2003        |
| Ordine pubblico                            |          | Igli Toska (PSSH) Dal 29/12/2003                                |                                            |
| Difesa                                     |          |                                                                 | Pandeli Majko (PSSH)                       |
| Affari esteri                              |          |                                                                 | Ilir Meta (PSSH) Fino al 22/07/2003        |
| Affari esteri                              |          | Luan Hajdaraga (PSSH) (ad interim) Dal 22/07/2003 al 29/12/2003 |                                            |
| Affari esteri                              |          | Kastriot Islami (PSSH) Dal 29/12/2003                           |                                            |
| Finanze                                    |          |                                                                 | Kastriot Islami (PSSH) Fino al 29/12/2003  |
| Finanze                                    |          | Arben Malaj (PSSH) Dal 29/12/2003                               |                                            |
| Economia                                   |          |                                                                 | Arben Malaj (PSSH) Fino al 29/12/2003      |
| Economia                                   |          | Anastas Angjeli (PSSH) Dal 29/12/2003                           |                                            |
| Pianificazione territoriale e turismo      |          |                                                                 | Besnik Dervishi (PSSH) Fino al 29/12/2003  |
| Pianificazione territoriale e turismo      |          | Bashkim Fino (PSSH) Dal 29/12/2003                              |                                            |
| Giustizia                                  |          |                                                                 | Spiro Peçi (PSSH) Fino al 29/12/2003       |
| Giustizia                                  |          | Fatmir Xhafaj (PSSH) Dal 29/12/2003                             |                                            |
| Industria ed energia                       |          |                                                                 | Viktor Doda (PSSH)                         |
| Trasporti e telecomunicazioni              |          |                                                                 | Spartak Poçi (PSSH)                        |
| Cultura, gioventù e sport                  |          |                                                                 | Arta Dade (PSSH) Fino al 29/12/2003        |
| Cultura, gioventù e sport                  |          | Blendi Klosi (PSSH) Dal 29/12/2003                              |                                            |
| Agricoltura e alimentazione                |          |                                                                 | Agron Duka (Indipendente)                  |
| Salute                                     |          |                                                                 | Mustafa Xhani (PSSH) Fino al 29/12/2003    |
| Salute                                     |          | Leonard Solis (PBDNJ) Dal 29/12/2003                            |                                            |
| Istruzione                                 |          |                                                                 | Luan Memushi (PSSH)                        |
| Lavoro e politiche sociali                 |          |                                                                 | Valentina Leskaj (PSSH) Fino al 29/12/2003 |
| Lavoro e politiche sociali                 |          | Engjëll Bejtaj (PSD) Dal 29/12/2003                             |                                            |
| Ambiente                                   |          |                                                                 | Lufter Xhuveli (PASH) Fino al 29/12/2003   |
| Ambiente                                   |          | Et'hem Ruka (PSSH) Dal 29/12/2003                               |                                            |
| Affari locali e decentralizzazione         |          |                                                                 | Ben Blushi (PSSH)                          |
| Integrazione euroatlantica                 |          |                                                                 | Ermelinda Meksi (PSSH)                     |
| Ministro di Stato per il coordinamento     |          |                                                                 | Marko Bello (PSSH) Dal 29/12/2003          |
| Ministro di Stato presso il Primo Ministro |          |                                                                 | Blendi Klosi (PSSH) Fino al 29/12/2003     |
| Ministro di Stato per l'integrazione       |          |                                                                 | Sokol Nako (PSSH) Fino al 29/12/2003       |

### Bibliografiche
1. ↑   admin, Programi i Qeverisë Fatos Nano 4 (2002 - 2005), su ShtetiWeb, 13 settembre 2015. URL consultato il 25 febbraio 2025.

### Esplicative
1. ↑  Istruzione e scienze fino al 29 dicembre 2003.